# Patryk Mauer
Patryk Mauer (ur. 2 września 1998 w Legnicy) – polski piłkarz ręczny, prawoskrzydłowy, od sezonu 2022/23 zawodnik Górnika Zabrze.

## Kariera sportowa
Wychowanek Dziewiątki Legnica. W latach 2014–2017 uczeń i zawodnik SMS-u Gdańsk. W sezonie 2016/2017, w którym rozegrał 25 meczów i zdobył 172 gole, zajął 3. miejsce w klasyfikacji najlepszych strzelców I ligi.
W 2017 został zawodnikiem Gwardii Opole, z którą podpisał trzyletni kontrakt. W Superlidze zadebiutował 2 września 2017 w wygranym meczu z Piotrkowianinem Piotrków Trybunalski (31:22), w którym zdobył sześć goli. W listopadzie 2017 i lutym 2018 był wybierany najlepszym zawodnikiem miesiąca Superligi. W sezonie 2017/2018 rozegrał w lidze 35 meczów, w których rzucił 182 bramki, co dało mu 2. miejsce w klasyfikacji najlepszych strzelców rozgrywek. Ponadto został wybrany odkryciem Superligi. W sezonie 2017/2018 wystąpił też w czterech spotkaniach Pucharu EHF, w których zdobył 26 goli. W sezonie 2018/2019 rozegrał w lidze 32 mecze i rzucił 149 goli, zaś w Pucharze EHF zanotował dwa występy, w których zdobył 10 goli.
W 2015 uczestniczył w mistrzostwach świata U-19 w Rosji, podczas których rozegrał siedem meczów i zdobył 13 goli. W 2016 wziął udział w mistrzostwach Europy U-18 w Chorwacji, w których rozegrał siedem spotkań i rzucił 54 bramki, zajmując 3. miejsce w klasyfikacji najlepszych strzelców turnieju. W 2017 uczestniczył w mistrzostwach świata U-19 w Gruzji, podczas których w siedmiu meczach zdobył 29 goli. W 2018 wystąpił w mistrzostwach Europy U-20 w Słowenii, w których rozegrał siedem spotkań i rzucił 35 bramek. Jesienią 2018 zawiesił występy w barwach narodowych.

## Osiągnięcia
Indywidualne
- Odkrycie sezonu Superligi: 2017/2018 (Gwardia Opole)[7]
- Gracz Miesiąca Superligi: listopad 2017[4], luty 2018[5]
- 2. miejsce w klasyfikacji najlepszych strzelców Superligi: 2017/2018 (182 bramki; Gwardia Opole)[6]
- 3. miejsce w klasyfikacji najlepszych strzelców I ligi: 2016/2017 (172 bramki; SMS Gdańsk)[2]
- 3. miejsce w klasyfikacji najlepszych strzelców mistrzostw Europy U-18: 2016 (54 bramki; Polska U-18)[10]

## Statystyki
| SMS Gdańsk                      | 2014/2015 | I liga    | 1  | 0   | 0   |
| SMS Gdańsk                      | 2015/2016 | I liga    | 20 | 66  | 3,3 |
| SMS Gdańsk                      | 2016/2017 | I liga    | 25 | 172 | 6,9 |
| SMS Gdańsk                      | Razem     | Razem     | 46 | 238 | 5,2 |
| Gwardia Opole                   | 2017/2018 | Superliga | 35 | 182 | 5,2 |
| Gwardia Opole                   | 2018/2019 | Superliga | 32 | 149 | 4,7 |
| Gwardia Opole                   | Razem     | Razem     | 67 | 331 | 4,9 |
| Stan na koniec sezonu 2018/2019 |           |           |    |     |     |